# 知訥
知訥禪師（1158年—1210年），又稱智訥，俗姓鄭，號牧牛子，生於韓國京西洞州（今黄海道瑞興郡），為曹溪宗開山祖師，謚號佛日普照禪師。

## 生平
八歲時，從曹溪山宗暉禪師，出家為沙彌。
熙宗元年（1205年），改松廣山定慧社為曹溪山修禪社，即今日松廣寺，成為曹溪宗的開山祖師。

## 著作
著有《圓頓成佛論》、《真心直说》、《看話決疑論》、《念佛要門等》。